# Damastes malagasus
Damastes malagasus là một loài nhện trong họ Sparassidae.
Loài này thuộc chi Damastes. Damastes malagasus được Ferdinand Karsch miêu tả năm 1881.